# Żerniki (powiat wrzesiński)
Żerniki – wieś w Polsce położona w województwie wielkopolskim, w powiecie wrzesińskim, w gminie Września.
| SIMC    | Nazwa     | Rodzaj    |
| ------- | --------- | --------- |
| 1009003 | Cegielnia | część wsi |

W latach 1975–1998 miejscowość należała administracyjnie do województwa poznańskiego. Przez wieś przepływa wypływająca z mokradeł struga Żeleźnica, zwana przez mieszkańców okolicznych miejscowości Bardzianką.
Wieś obecnie jest opuszczona. Nie ma asfaltowych dróg, jest tylko zarośnięty bruk. Nie ma też tabliczki z nazwą wsi. Przy wjeździe do wsi stoi zrujnowany budynek mieszkalny i figura Matki Boskiej. Do Żernik można dojechać z Chociczki i Opatówka. 
W XVIII i XIX wieku wieś była większa i zamieszkana przez większą liczbę osób niż obecnie. W Żernikach znajdował się w majątek – dwór i zabudowania folwarczne. Obecnie nie ma już śladu po dworze, w ostatnich latach uległo zniszczeniu ostatnie z zabudowań folwarcznych. W pierwszej połowie XIX wieku wdowa Stanisława Węsierska ze Sławoszewskich, ówczesna właścicielka dóbr, dokonała podziału części dóbr, zniosła pańszczyźniane obowiązki wobec dworu i uwłaszczyła pracujących na nich chłopów – gospodarzy i komorników.
Dawniej istniała również miejscowość Huby Żernickie. Obecnie jest to Chociczka.
Wierni kościoła rzymskokatolickiego należeli do parafii Opatówko.

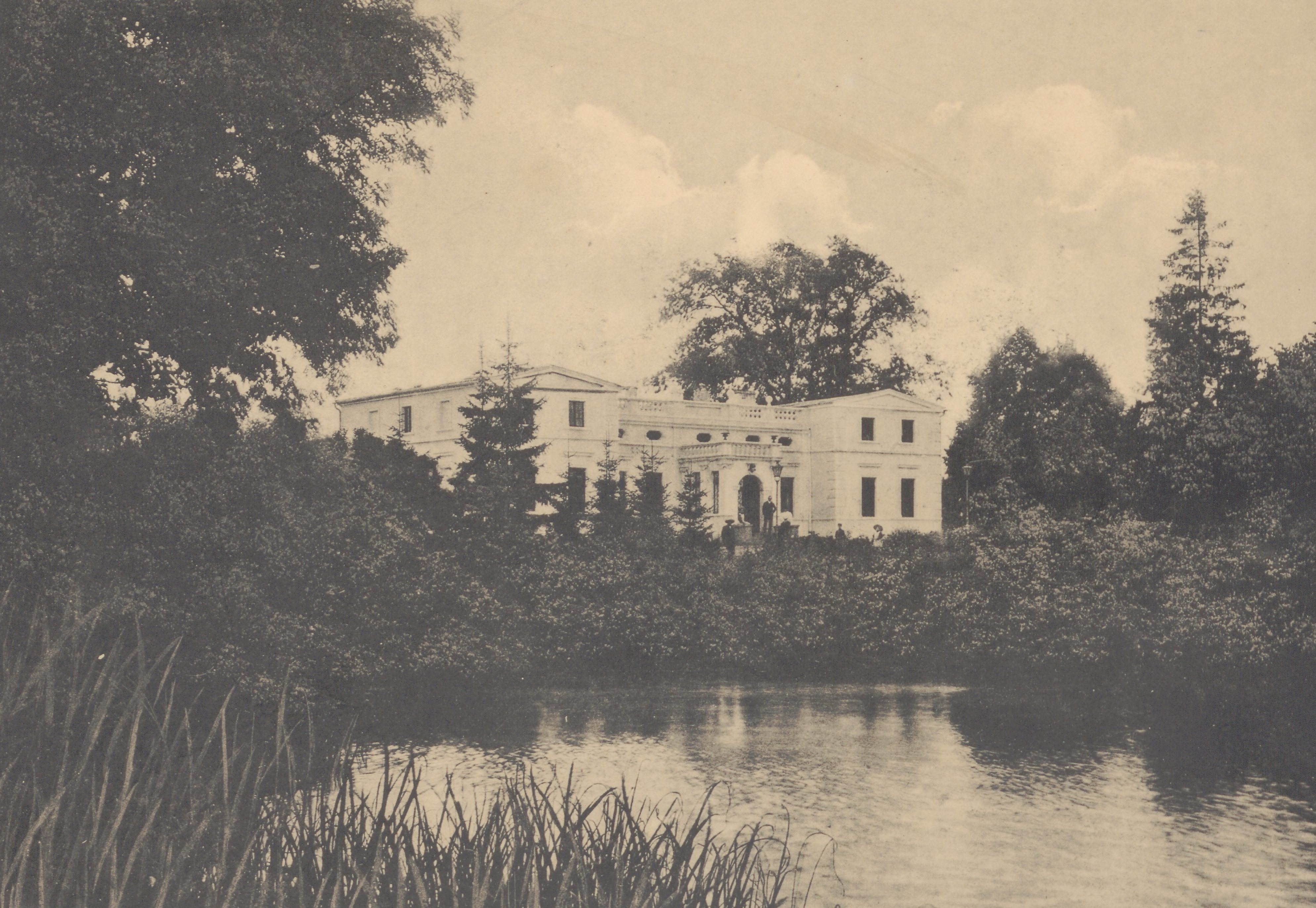
Widok pałacu przed 1912